# رویم بن احمد
رُوَی۫م بن احمد با کُنیهٔ ابومحمّد(؟ - ۹۴۱م) (نسب: محمد بن احمد بن یزید بن رویم) صوفی برجستهٔ عراقی و از مشایخ بغداد بود. او در فقه ظاهری‌مذهب بود.